# Peperomia
Peperomia  es uno de los dos grandes géneros botánicos de la familia Piperaceae, con más de 1160 especies aceptadas, según The Plant List, o con alrededor de 1600 especies, según otra fuente.  Muchas son compactas, perennes, pequeñas, epífitas creciendo sobre madera podrida.  Se hallan en regiones tropicales y subtropicales del mundo, concentradas en Centroamérica y en el norte de Sudamérica. Solo 17  spp. se encuentran en África.

## Descripción
Aunque variando considerablemente en apariencia (ver galería abajo), generalmente tienen tallos gruesos, rectos, con hojas carnosas. Las flores de Peperomia  típicamente son de tipo espádice cónicas amarillas a pardas.
Se las cultiva mucho por su follaje ornamental. Son mayormente nativas de América tropical. Son compactas y pequeñas,  usualmente no exceden de 3 dm de altura. Suelen tener tallos y hojas carnosos. Pueden ser hojas cordadas, lanceoladas; de 2-10 cm de largo. Pueden ser verdes o con tiras, marmoleadas, o bordeadas con verde pálido, rojo o gris, y los peciolos de algunas pueden ser rojos. Flores diminutas, inapreciables; con excepciones.

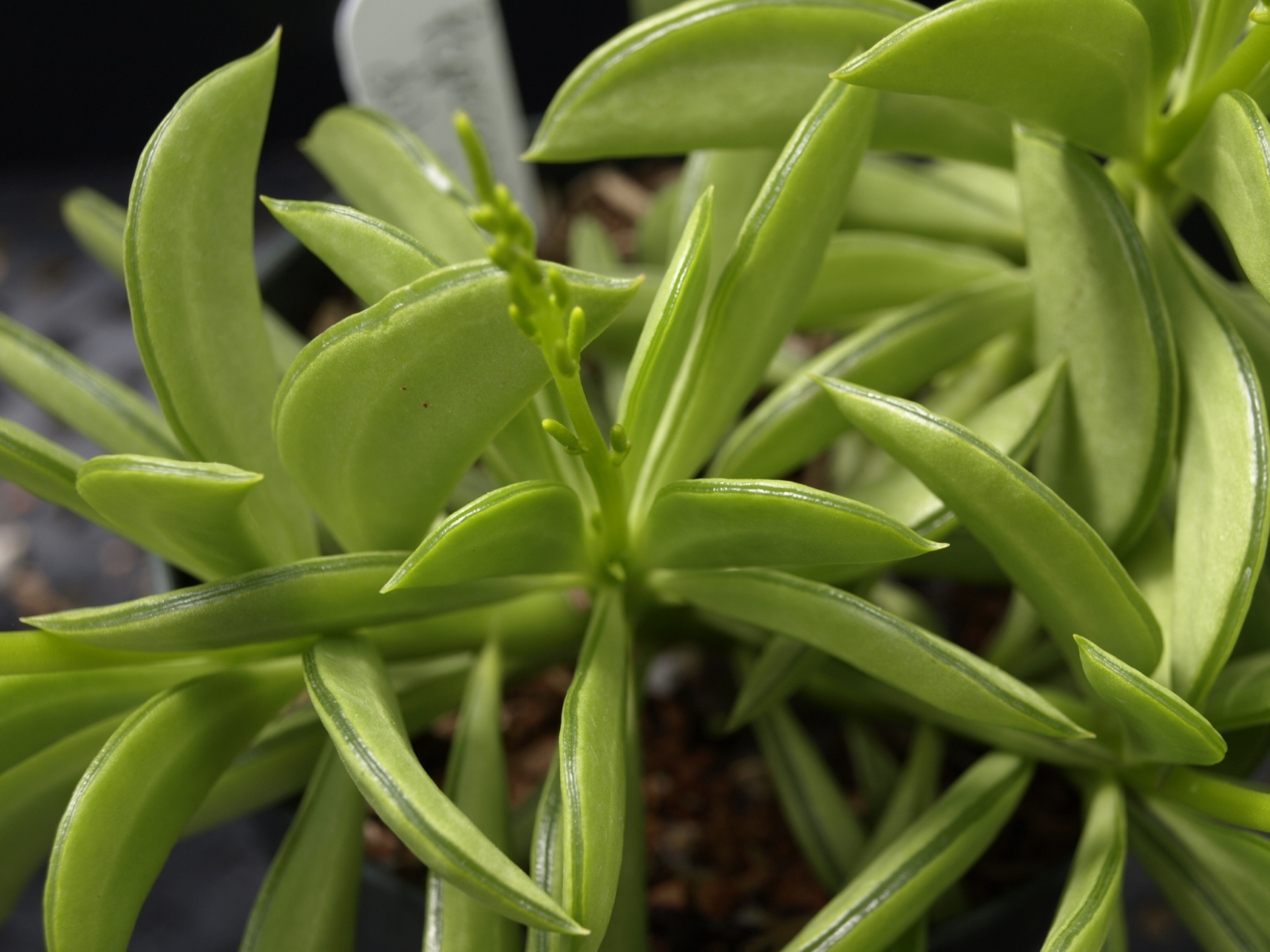
Peperomia dolabriformis

## Horticultura
Las peperomias se cultivan como ornamentales, aunque a veces por sus flores, como en (Peperomia fraseri). Excepto las especies suculentas, son generalmente fáciles de cultivar en invernáculo. Diferentes especies (e.g. Peperomia caperata)  y cultivares se hallan en el mercado.

## Reproducción
Se propagan por semillas. También comercialmente lo hacen por esquejes; haciéndose enraizado fácilmente.
Pueden dividerse al momento de enmacentar. Se remueve y se separan en piezas más pequeñas, con pocas raíces adheridas. También pueden cortarse hoja o tallo en primavera. Se sacan las hojas más viejas de los tallos, y se hace un corte por debajo del nudo. Luego se ponen en arena mojada por 1-2 h para permitir generar una cutícula corchosa en los cortes. Luego se ponen en macetitas a 21 °C; y con buen riego. Cuando se crecen suficientes raíces se pasan a maceta definitiva de 1 dm de diámetro. Si se trabaja con semillas, se mojan antes.

## Clasificación
La clasificación del género Peperomia se basa en una obra de Gustav Adolf Hugo Dahlstedt del año 1900. Se distinguen nueve subgéneros y 1500-1700 especies. En 2006 se ha publicado un artículo proponiendo una revisión de la clasificación.

### Especies seleccionadas
+ de 1500:

Peperomia acuminata

Peperomia alata

Peperomia argyreia

Peperomia caperata

Peperomia clusiaefolia

Peperomia cookiana

Peperomia corcovadensis

Peperomia crassifolia

Peperomia fraseri

Peperomia galioides

Peperomia glabella

Peperomia graveolens

Peperomia griseo-argentea

Peperomia hederaefolia

Peperomia incana

Peperomia inaequalifolia

Peperomia johnsonii

Peperomia leptostachya

Peperomia lyman-smithii

Peperomia marmorata

Peperomia orba

Peperomia obtusifolia

Peperomia pellucida

Peperomia rubella

Peperomia rotundifolia

Peperomia septentrionalis

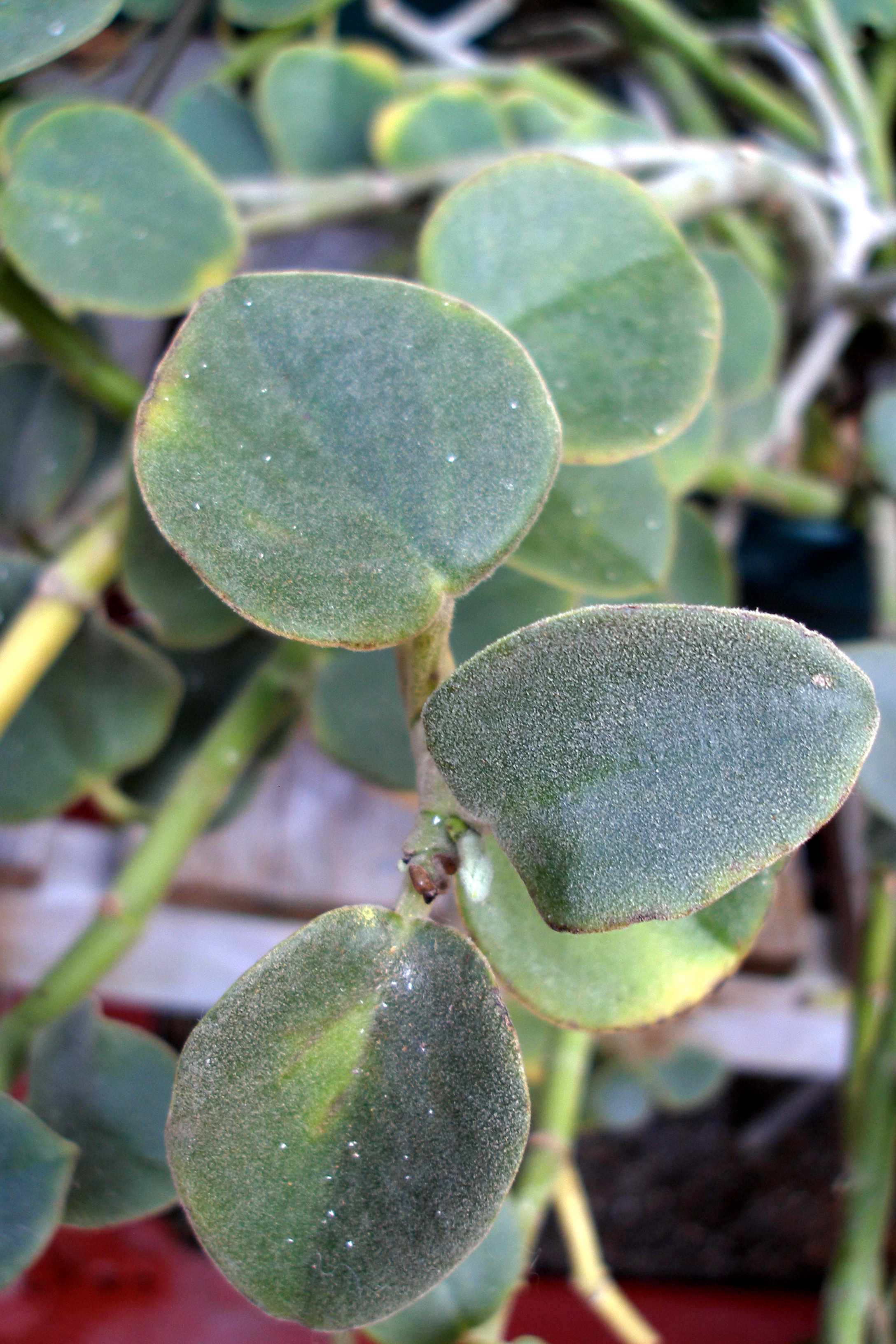
Peperomia incana, una hierba grande
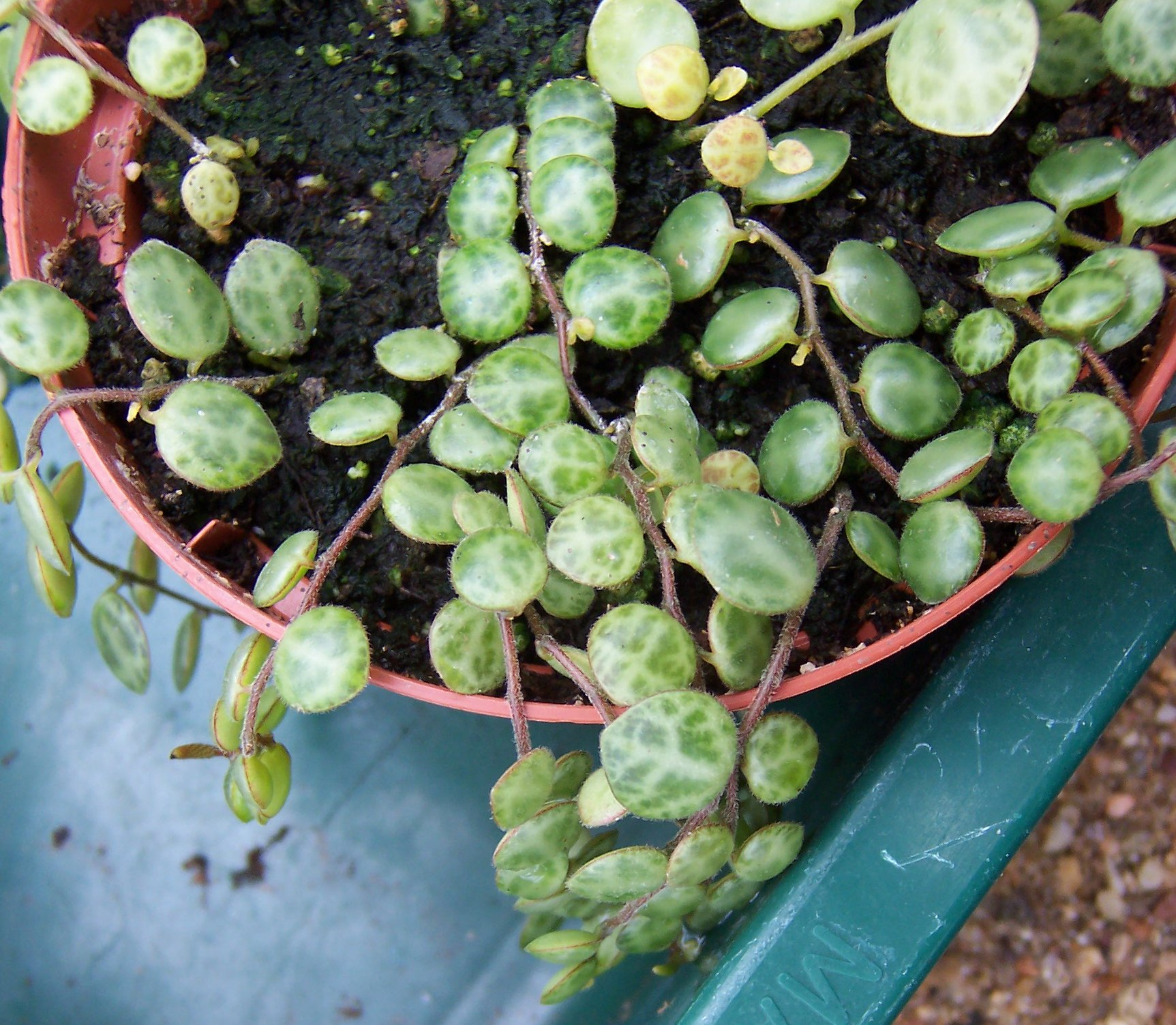
Peperomia prostrata,  suculenta trepadora
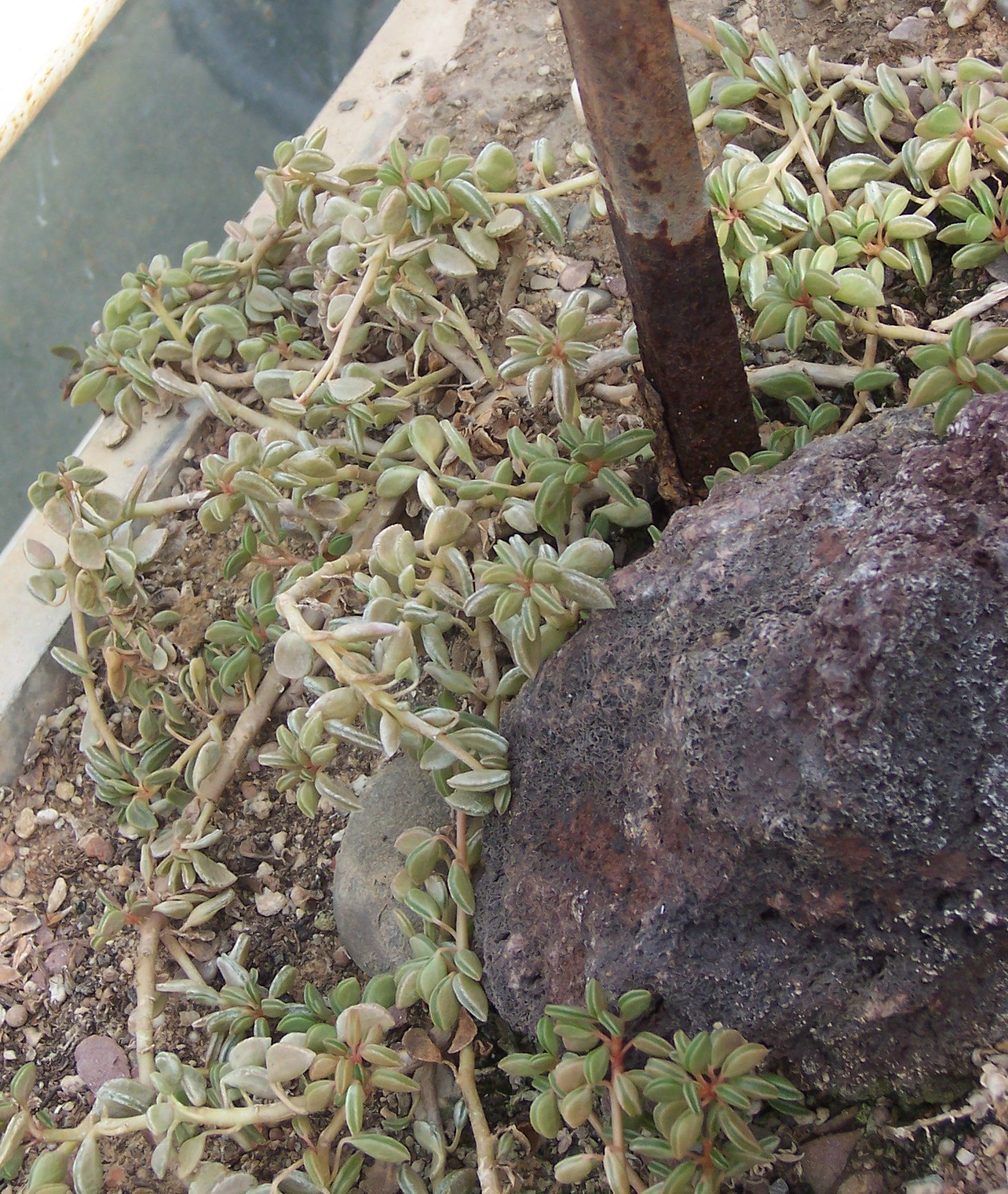
Peperomia nivalis ssp./var. crassa, una xerófita
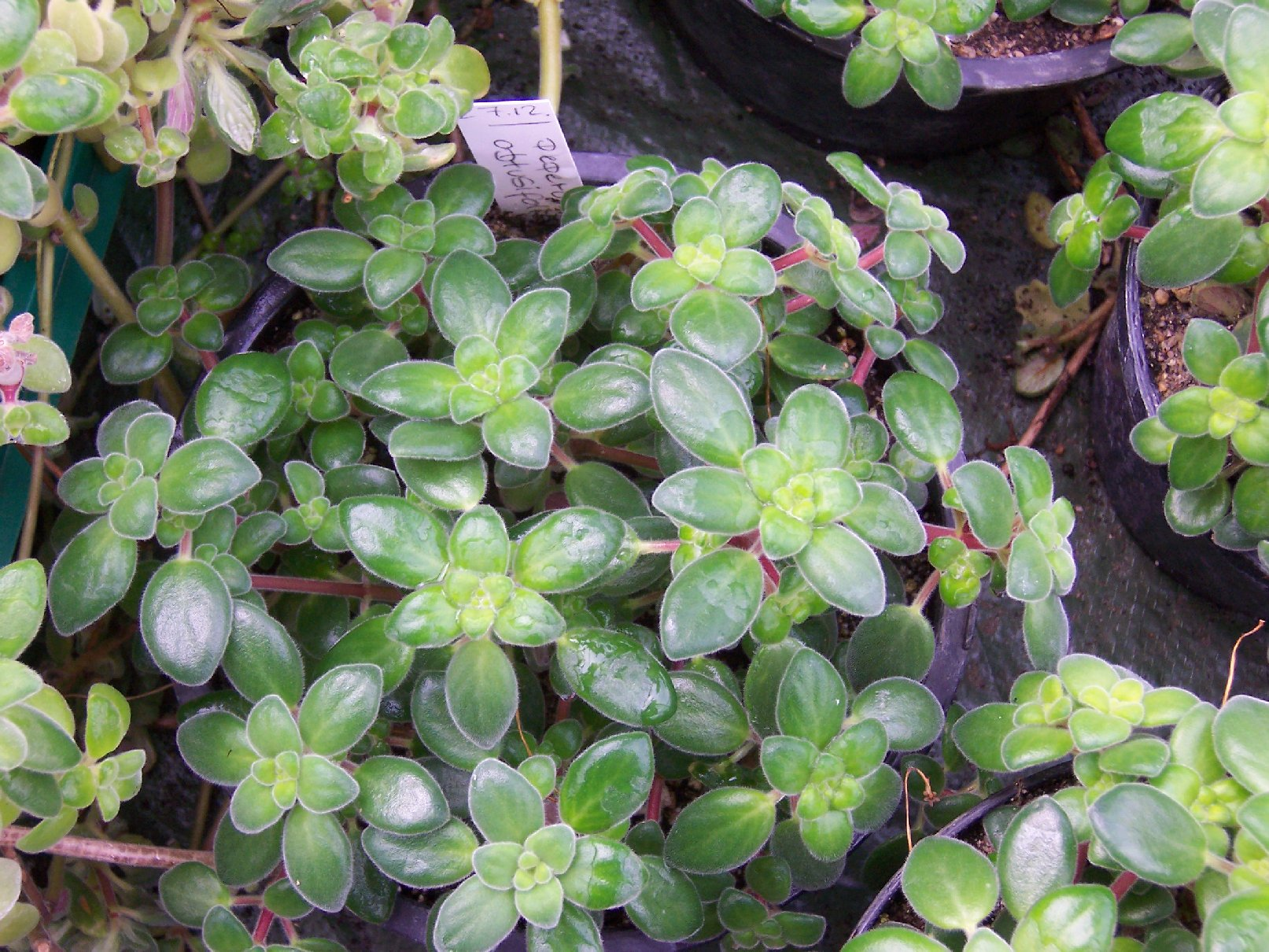
Peperomia obtusifolia, una hierba pequeña
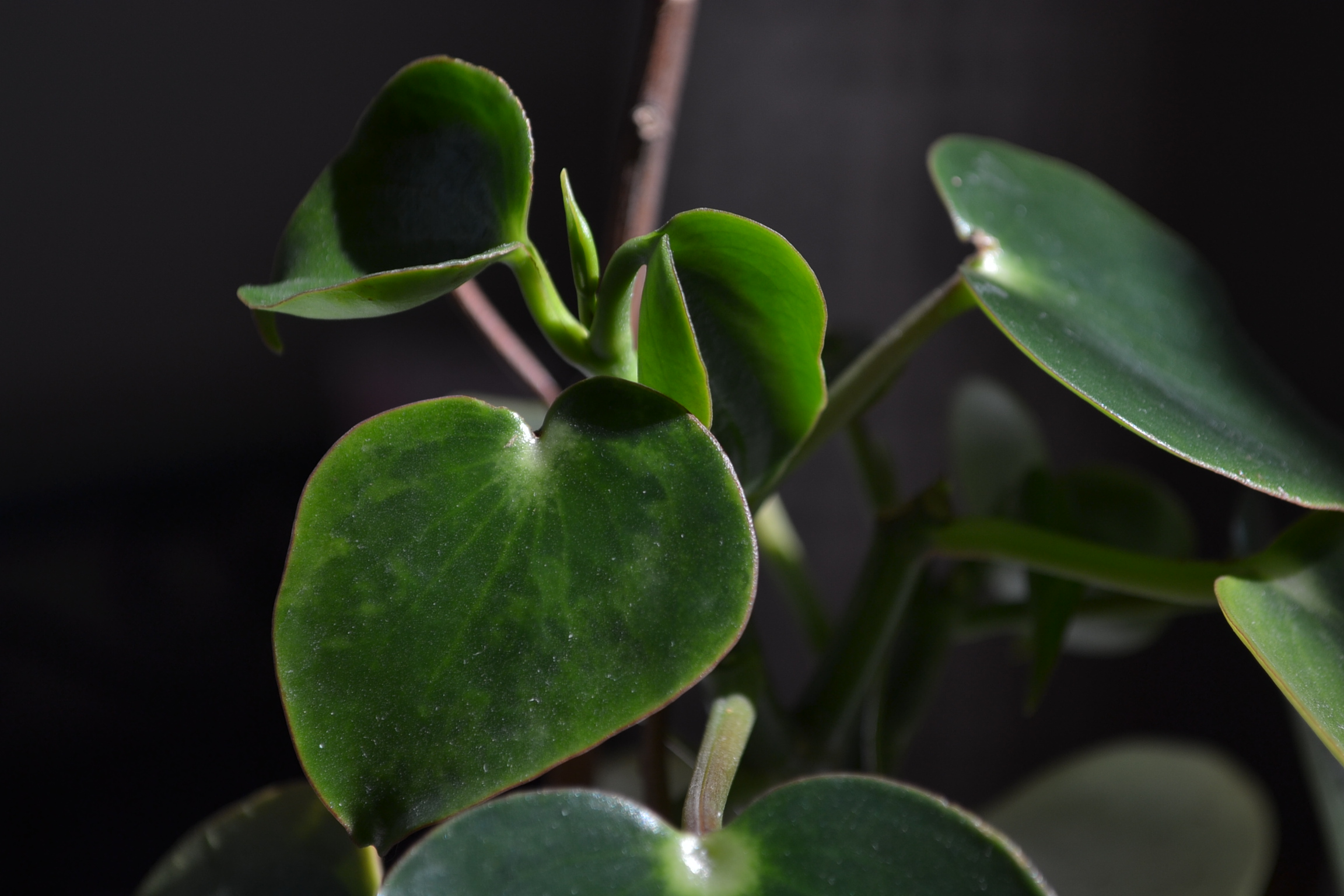
Peperomia Polybotrya
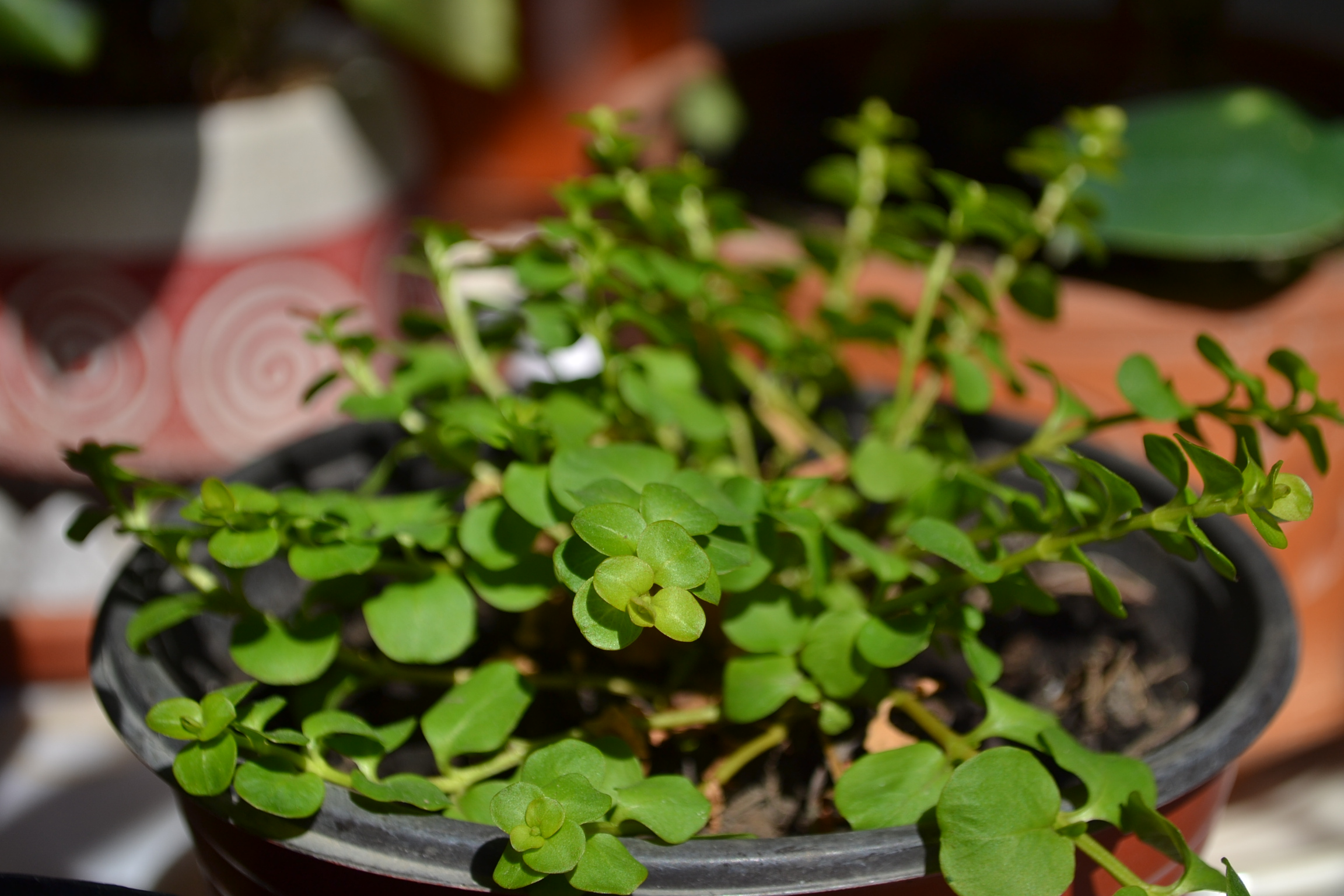
Peperomia Rotundifolia